# Урук

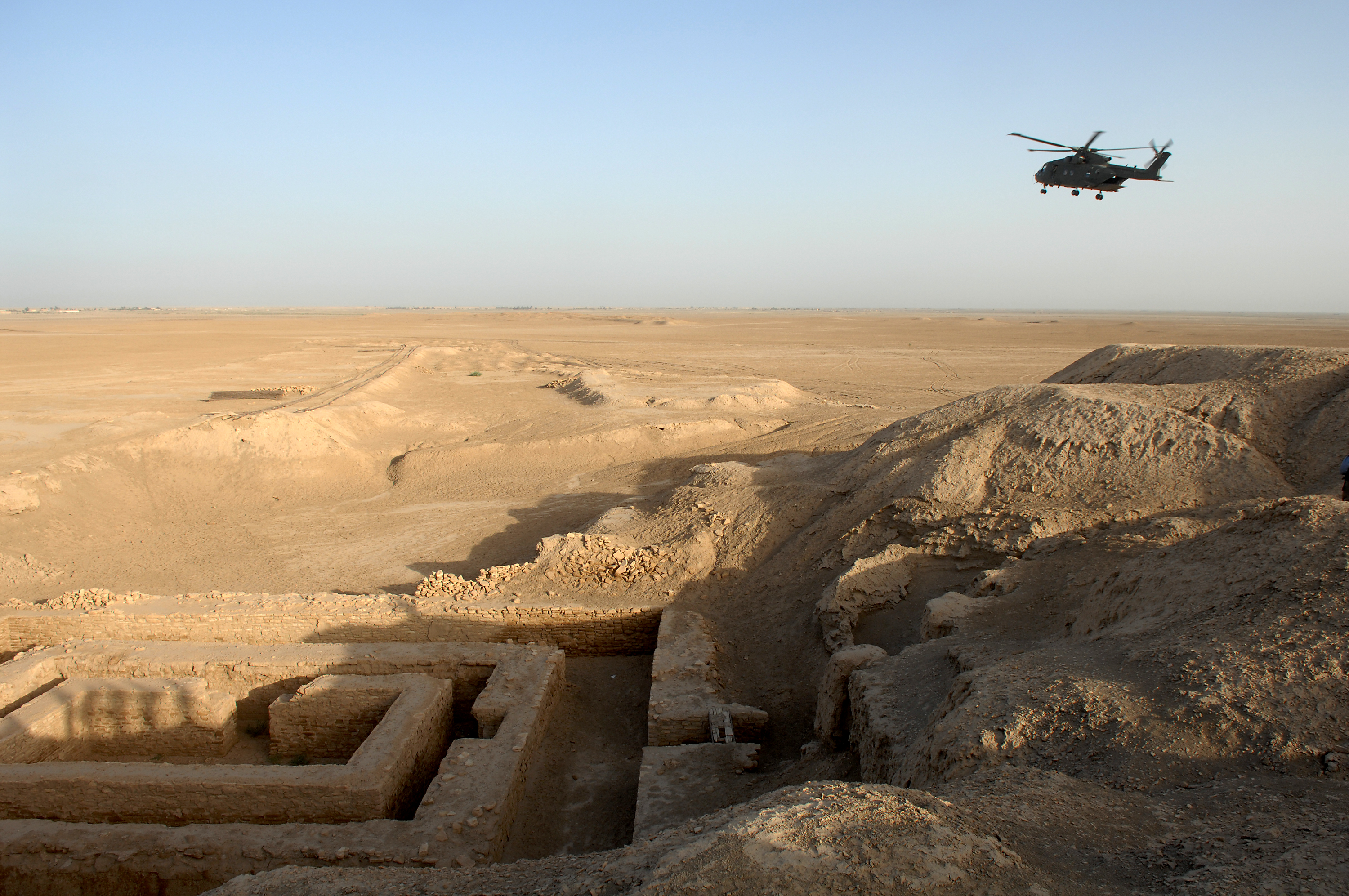
Розкопки Уруку в сучасному Іраці. На передньому плані - руїни Кам'яного будинку (Steingebaude)

Межиріччя

Урук (також Ерех) — стародавнє місто-держава у Шумерi (шумерське Унуг, біблійне Ерех, грецьке Орхоя — паща).

## Історія Урука
Урук — це одне з найдавніших міст світу, що розвивалося протягом всієї історії Межиріччя. Пагорб Варка розташований на північний захід від Ура, за 56 км вище за течією Євфрату. Пам'ятник досліджений, починаючи з 1912, німецькими експедиціями, роботи яких відрізнялися великою науковою точністю. Ранні шари поселення дали ім'я археологічної культури Варки (друга половина 4 тис. до н. е.), що змінила попередню їй Убейдську культуру.
У середині 4 тис. до н. е. на місці майбутнього міста знаходилася сільська округа — близько сотні сіл (Е-Ана, Урук і Кулаба, займало площу бл. 125 га і було центром невеликої держави), розташованих навколо мережі проток і невеликих штучних каналів. Її центром була обнесена стіною священна ділянка Е-Ана, місце вшанування богині Інанни. На території священної ділянки виявлені фундаменти кількох храмів, з яких особливе значення має т. зв. Білий храм (бл. 3000 до н. е.) на високій, що досягає 13 м, сирцевій платформі — прообраз майбутніх зикуратів. Поряд розташовувався сучасний Білому храму архітектурний комплекс, що отримав назву «Червона будівля», який, можливо, був місцем засідання ради старійшин. Він являв собою оточений стінами великий двір площею бл. 600 м², на якому знаходився майданчик-піднесення з сирцевої цегли.
Територію Урука захищала стіна з цегли завдовжки 9 км, споруджена, за переказами, легендарним царем Гільгамешем. Будівництво стіни свідчить про війни, які Урук вів з сусідніми містами-державами Дворіччя. Стіни та масивні колони будівлі були прикрашені мозаїкою з багатобарвних обпалених глиняних конусів, які вдавлювалися в сиру штукатурку й утворювали геометричний орнамент.
У 28—27 ст. до н. е. (за напівлегендарних правителів Енмеркарі, Лугальбанді, Гільгамеша, про яких збереглися епічні сказання) під гегемонією Урука були об'єднані міста-держави Південного Дворіччя (I династія Урука).
Епічне сказання «Гільгамеш і Агга» оповідає про боротьбу Урука з містом Кіш, правитель якого зробив його облогу. Перемога Гільгамеша принесла Уруку панування над Південним Дворіччям, що зберігалося протягом правління I династії Урука (бл. 2615—2500 до н. е.). У середині 3 тис. до н. е. її змінює I династія Ура, до якої переходить контроль над поливними мережами в низов'ях Євфрату.
У XXVI столітті до н. е., починаючи з Гільгамеша, правителі Урука панували в Південному Дворіччі. Проте близько XXV століття до н. е.. гегемонія в регіоні перейшла до міста Ур.
Наприкінці ранньодинастичного періоду Урук стає столицею та входить у союз міст Дворіччя, створений у результаті військових завоювань Лугальзаггісі (сер. 24 ст. до н. е.). Іменували себе царем Урука і царем Країни.
Наприкінці 24 ст. до н. е. завойований Саргоном Давнім, який зруйнував стіни міста та включив його в утворену ним державу Аккаду.
Наприкінці 22 ст. до н. е. цар Урука Утухенгаль створив у Дворіччі об'єднане «царство Шумеру й Аккаду», після його смерті влада перейшла до Ур-Намму — засновника ІІІ династії Ура.
У наступні епохи історії Межиріччя Урук зберігав своє значення великого торгово-ремісничого та релігійного центру. Збереглися руїни зикурату, храм, побудований царем касситської династії Караіндашем, палац парфянських царів. Урук залишався важливим містом до кінця 1-го тисячоліття до н. е.
Урук залишався осередком загальномесопотамської епічної традиції, що оповідає про його богів і діяння царя Гільгамеша, пов'язані з уявленнями про початок історії Шумеру.
У 8—2 ст. до н. е. — це самоврядне храмове місто у складі вавилонського царства та імперій Ахеменідів і Селевкідів.
У 200–300 н. е. зруйнований Сасанідами.
У Біблії, Буття 10:8-9 сказано, що Ерех разом із Вавилоном, Аккадом й Калне був початком царства Німрода, який розпочав на землі велетнів.
На місці Урука нині перебуває селище Варива (65 км на північний захід від міста Ен-Насирія).
Систематичні розкопки Урука ведуться з початку 20 ст. німецькою експедицією під керівництвом спочатку Ю. Йордана, потім А. Нельдеке, Х. Ленцемом (ФРН).

## Галерея: архітектура Урука

Архітектура Урука
План Еанни VI—V
План Еанни IVb
План Еанни IVa
План Еанни III
План новошумерської Еанни
План району Ану, фаза E
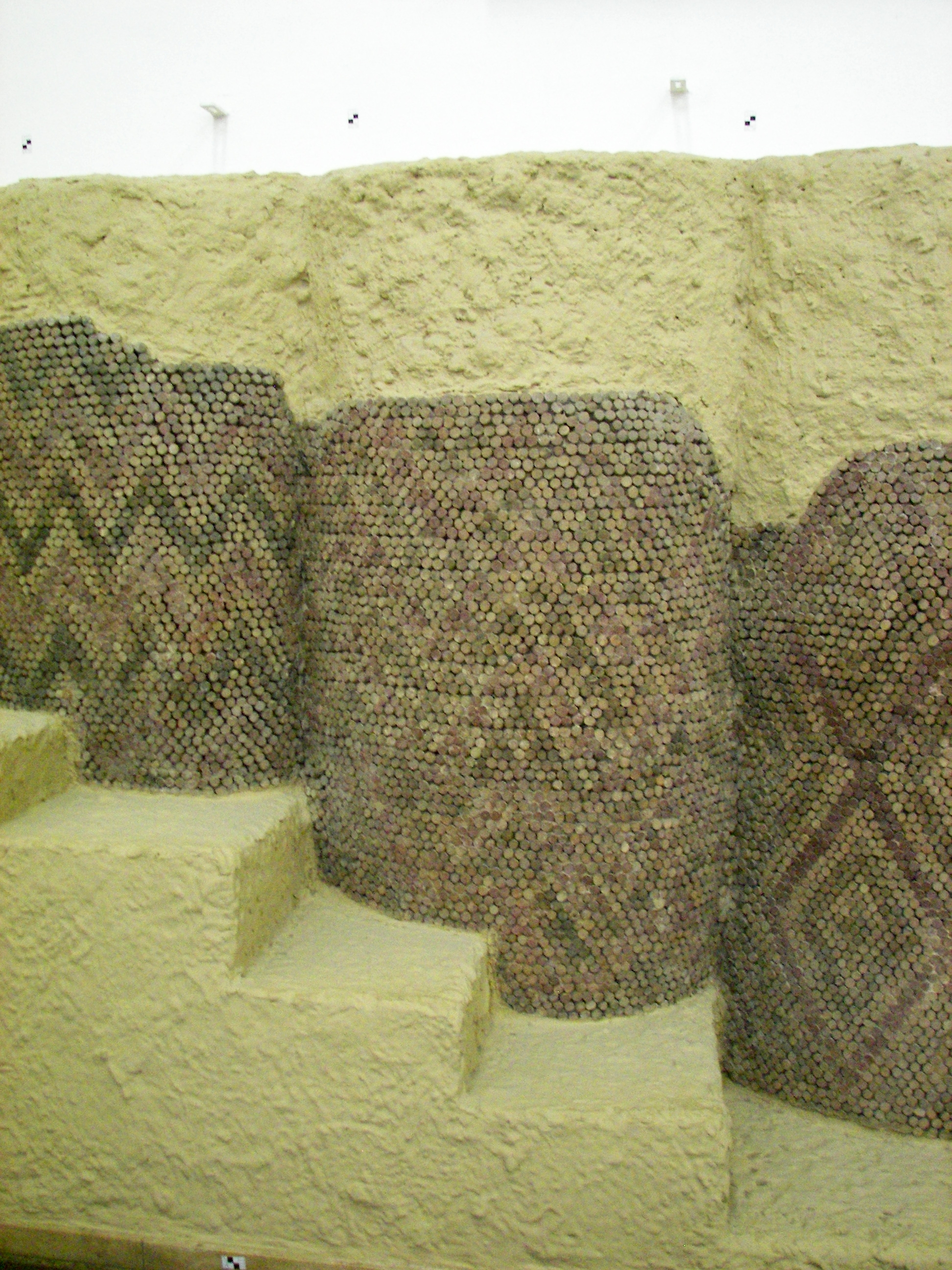
Двір із мозаїкою
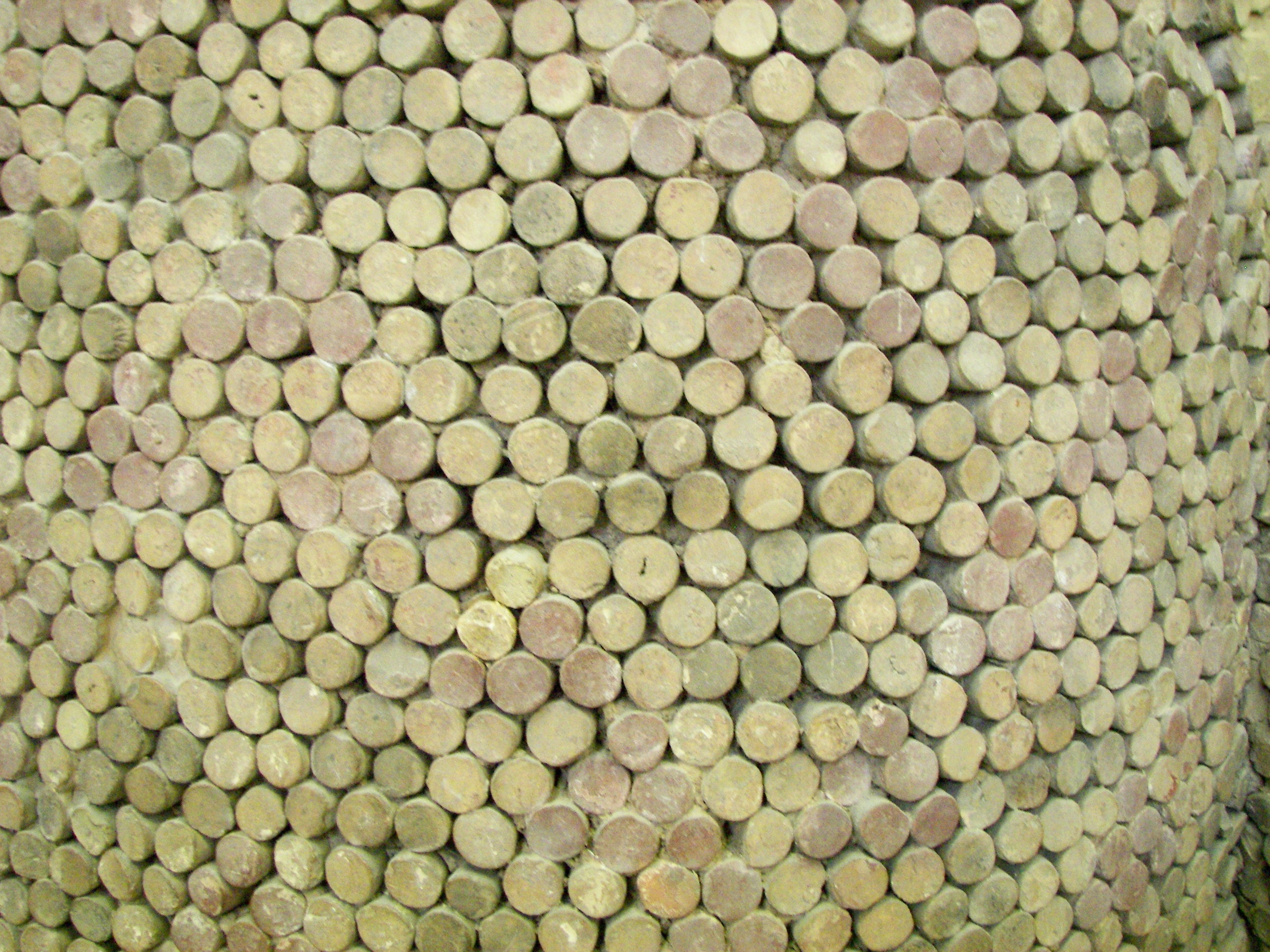
Деталь мозаїки

## Археологічні дослідження

### Перші відомості та спогади мандрівників
«Епос про Гільгамеша» є одним із найдавніших літературних творів, що описує Урук як величне місто з могутніми стінами, побудованими царем Гільгамешем. У тексті згадуються храмові комплекси та урбаністична структура міста, що підкреслює його значення як релігійного та політичного центру. Археологічні розкопки підтверджують ці описи, виявляючи монументальні споруди, такі як «храм Еанна», присвячений богині Інанні, та храм Ану, бога неба. Ці комплекси були не просто місцями поклоніння, але й адміністративними та економічними центрами.
Шумерський царський список перелічує царів Урука, таких як Енмеркар, Лугальбанда та Гільгамеш, які правили в 28–27 століттях до н.е. Окрім того місто згадувалося у численних царських списках, історичних записах про діяння царів та деяких малих міфах.
Урук згадується в Біблії як Ерех у Книзі Буття 10:10. Ця згадка є одним із найдавніших письмових джерел про Урук, що пов’язує його з міфологічним Німродом, правителем Шумера. Біблійний текст не містить детальних описів міста, але підтверджує його значення як одного з перших міст Межиріччя:
«А початком царства його були: Вавилон, і Ерех, і Аккад, і Калне в землі Шінеар.»
Першим більш-менш сучасним описом руїн та розташування Урука можна вважати опис зроблений Джеймсом Бейлі Фрейзером та Джоном Россом у 1835 році. Ця згадка міститься в книзі Фрейзера «Travels in Koordistan, Mesopotamia, Etc: Including an Account of Parts of Those Countries Hitherto Unvisited by Europeans», опублікованій у 1840 році. Проте Урук згадується лише поюіжно: «Мабуть, варто було б сказати, що за дві години до досягнення цього табору ми пройшли повз ще один високий курган і помітили Воркху, також ліворуч від нас, приблизно за три з половиною години на захід-північ від Сунхери».

## Інтернет-ресурси
- Archaeologists unearth ancient Sumerian riverboat in Iraq — Ars Technica — 4/8/2022
- News from Old Uruk — Margarete van Ess 2021 Oriental Institute lecture on recent work
- Earliest evidence for large scale organized warfare in the Mesopotamian world (Hamoukar vs. Uruk?)
- Uruk at CDLI wiki
- Lament for Unug
- Archaeological Expedition Mapping Ancient City Of Uruk in 2002
- Digital images of tablets from Uruk — CDLI